# Gran lupa
Gran Lupa es un sitio web destinado a recopilar y brindar a sus usuarios una amplia gama de recursos multimedia de libre distribución. Está orientado a la comunidad hispano-parlante, y los recursos publicados en él suelen ser material de terceros registrado bajo licencias GPL, LGPL y BSD. Sin embargo el sitio en sí es un generador de recursos libres, ya que su personal diseña, programa y compone material multimedia, el cual es posteriormente distribuido a través de su plataforma.

## Origen y evolución
En el mes de julio de 2010, Nicolás Castro (mentor y desarrollador de la web) tuvo la iniciativa de construir un sitio destinado a fines comerciales y publicitarios, cuyo concepto y detalles funcionales se reserva hasta el día de la fecha. A mediados del mes de septiembre del mismo año, Castro se vio influenciado por la ideología de la libre distribución de contenido, y optó por dar un giro radical al Gran Lupa. Descartó todos los prototipos comerciales de la web (los cuales no ha llegado a publicar) y comenzó a esbozar la nueva plataforma. El 15 de octubre publicó la primera versión del sitio, que es la que perdura hasta la actualidad, salvando algunas reformas funcionales y estéticas realizadas sobre el mismo.

## Características

### Grado de interacción
Gran Lupa es una entidad reciente y por lo tanto se encuentra aún fase de desarrollo y crecimiento. Es por esto que promueven la libre opinión de sus usuarios, además de incentivarlos a compartir contenido de su autoría, siempre tomando como premisa que su uso no se encuentre limitado. Una de las principales peculiaridades de su plataforma es la simplicidad en cuanto a la interacción, ya que no requiere que el usuario se registre ni proporcione información personal de ningún tipo para poder acceder al contenido, ó manifestar su punto de vista sobre el mismo.

### Acceso al contenido
Las páginas públicas de Gran Lupa se presentan al usuario como una interfaz amistosa y estéticamente aceptable, a través de las cuales el usuario interactúa y accede a la información del sitio. El contenido disponible se encuentra dividido en 4 clases básicas: imágenes, software, vídeo y audio, pudiendo encontrar dentro de cada una de éstas un listado de categorías descritas por uso natural de cada recurso (a modo de ejemplo: software > editores de imágenes). Por otra parte, Gran Lupa cuenta con dos herramientas de búsqueda:
- Un motor propio, cuya capacidad de búsqueda es limitada, pero ofrece acceso en tiempo real a las publicaciones más recientes.

- El motor personalizado de Google, cuyo nivel de análisis de búsqueda es superior pero que, dado su mecanismo de recopilación de datos, no refleja de forma inmediata las últimas publicaciones.